# Nordanbergen
Nordanbergen är kullar i Finland.  De ligger i Dragsfjärd i landskapet Egentliga Finland, i den södra delen av landet, 140 km väster om huvudstaden Helsingfors.